# Harald Biehl
Harald Biehl (geboren am 17. November 1952) ist ein ehemaliger deutscher Fußballspieler.
Er spielte von 1972 bis 1981 bei Vorwärts Stralsund. In seiner aktiven Zeit spielte er mit dem Stralsunder Verein auch in der höchsten Spielklasse der DDR, der Oberliga, nämlich die Saison 1974/1975. Anschließend spielte er bei Motor Stralsund.